# 探偵 神宮寺三郎 時の過ぎゆくままに…
- 探偵 神宮寺三郎シリーズ > 探偵 神宮寺三郎 時の過ぎゆくままに…
- 探偵 神宮寺三郎シリーズ > 探偵 神宮寺三郎 アーリーコレクション > 探偵 神宮寺三郎 時の過ぎゆくままに…
- 探偵 神宮寺三郎シリーズ > 探偵 神宮寺三郎DS > 探偵 神宮寺三郎 時の過ぎゆくままに…

『探偵 神宮寺三郎 時の過ぎゆくままに…』（たんてい じんぐうじさぶろう ときのすぎゆくままに…）は、1990年にデータイーストから発売されたファミリーコンピュータ用アドベンチャーゲーム。「探偵 神宮寺三郎シリーズ」4作目にあたる。

## 概要
本作を収録したPlayStation用『探偵 神宮寺三郎 アーリーコレクション』（1999年）の販売（後にゲームアーカイブスでも配信）や、Wiiのバーチャルコンソールで配信された。また、携帯アプリ用ゲームとしてリメイクされ、これを収録したニンテンドーDS用『探偵 神宮寺三郎DS いにしえの記憶』（2007年）も販売された。
なお、タイトルは前作『探偵 神宮寺三郎 危険な二人』（1988年）と同様に沢田研二のシングルレコード「時の過ぎゆくままに」（1975年）を意識して名づけられ、パッケージ表記では『探偵 神宮寺三郎 時の過ぎゆくままに』とされている。 

## ゲーム内容

### システム
- コマンド選択方式。前作同様、神宮寺パートと洋子パートがある。また過去パートはセピア色、現在パートはカラーになっている。
- 『探偵 神宮寺三郎 横浜港連続殺人事件』同様、バックアップ機能がないロムカセットのため、続きをプレイするためにパスワードの入力が必要（入力数は4文字と少なめだが、パスワードを聞いた所からではなく、パートの始めからのスタートとなる）。

### エピソード
- 本編で重要な鍵を握るズタは、モデルとなった犬が開発会社近辺にいたらしい。

## あらすじ
ある暑い夏の昼の日。新宿中央公園で神宮寺は一匹の犬を見つける。そこからふと甦る1年前の事件。それは盗まれた絵画を見つけてほしいという依頼だった。解決は容易だと思われたが、背後に複雑な人間関係を垣間見る。

## 登場人物
レギュラーキャラクターは
佐田 健一
和美の一人息子。心臓の病気を患っている。
佐田 和美
健一の母親で行方不明になっている。
細川 良介
信子の夫で企業経営者。出張中に絵画盗難にあった。
細川 信子
良介の妻。神宮寺に風林豪造を介して絵画捜索の依頼をする。
細川 英二
良介の息子。しばらく家出していたが最近戻った。信子と折り合いが悪い。
細川 淳子
信子の連れ子。英二は義理の兄に当たる。
花田 勘吉
骨董品を扱うガラン堂の店の主。　
ニッキー
和美が勤める美容院の店長。本名は「オオトリ ケイスケ」。
ズタ
熊野から預かった元警察犬。神宮寺には冷たい。
よしえさん
信子のホステス時代からの友人。

## 移植版
| No. | タイトル                                    | 発売日                                                    | 対応機種                                                 | 開発元         | 発売元                 | メディア                              | 型式       | 売上本数 | 備考                                          |
| --- | ------------------------------------------- | --------------------------------------------------------- | -------------------------------------------------------- | -------------- | ---------------------- | ------------------------------------- | ---------- | -------- | --------------------------------------------- |
| 1   | 探偵 神宮寺三郎 アーリーコレクション        | 1999年8月5日                                              | PlayStation                                              | データイースト | データイースト         | CD-ROM                                | SLPS-02157 | -        | ファミリーコンピュータで発売された4作品を収録 |
| 2   | 探偵 神宮寺三郎 アーリーコレクション 普及版 | 2001年2月1日                                              | PlayStation                                              | データイースト | メディアリング         | CD-ROM                                | SLPS-03137 | -        | 廉価版                                        |
| 3   | 探偵 神宮寺三郎 時の過ぎゆくままに…         | 第一章、第二章： 2004年7月30日 第三章、第四章： 2004年8月 | iアプリ                                                  | ワークジャム   | コナミオンライン       | ダウンロード （コナミネットDX）       | -          | -        | リメイク版                                    |
| 4   | 探偵 神宮寺三郎 時の過ぎゆくままに…         | 2006年                                                    | Windows                                                  | ワークジャム   | アイレボ               | ダウンロード (i-revo)                 | -          | -        | ファミリーコンピュータ版の移植                |
| 5   | 探偵 神宮寺三郎DS いにしえの記憶            | 2007年7月19日                                             | ニンテンドーDS                                           | ワークジャム   | アークシステムワークス | DSカード                              | -          | -        | 携帯アプリ版を収録                            |
| 6   | 探偵 神宮寺三郎 アーリーコレクション        | 2007年12月26日                                            | PlayStation 3 PlayStation Portable (PlayStation Network) | データイースト | ワークジャム           | ダウンロード （ゲームアーカイブス）   | -          | -        | ファミリーコンピュータで発売された4作品を収録 |
| 7   | 探偵 神宮寺三郎 時の過ぎゆくままに…         | 2009年1月6日                                              | Wii                                                      | データイースト | アークシステムワークス | ダウンロード （バーチャルコンソール） | -          | -        | ファミリーコンピュータ版の移植                |

携帯アプリ版
全編カラーで統一された事以外は大きな変更点はないが、章ごとに確認パートがあり、キーワードを正しく選択しなければならない。また、登場人物に警部補の小林勇介、謎の男である須賀が追加されている。前3作のアプリ版と比べると変更点は少なくなっている。

## スタッフ
- 脚本、演出：野島一成
- 演出：野島一成、野中市郎
- 背景：信久敬雄、中山耕一
- 原画：寺田克也
- 動画：山本良博、平根康子
- 音楽：酒井省吾、浜田誠一、三浦孝史、鈴木雄司、高浜祐輔、山仲清二
- 技術：淵上和男
- 協力：中村良、金山隆信
- 指揮：竹内倫
- 監督：吉田穂積

## 評価
ゲーム誌『ファミコン通信』のクロスレビューでは合計25点（満40点）、『ファミリーコンピュータMagazine』の読者投票による「ゲーム通信簿」での評価は以下の通りとなっており、20.17点（満30点）となっている。また、同雑誌1991年5月10日号特別付録の「ファミコンロムカセット オールカタログ」では「回想をしている場面では、画面がセピア調になり、雰囲気を盛り上げている」と紹介されている。
| 項目 | キャラクタ | 音楽 | 操作性 | 熱中度 | お買得度 | オリジナリティ | 総合  |
| 得点 | 3.55       | 3.41 | 3.21   | 3.46   | 3.41     | 3.13           | 20.17 |